# プップ・リーカ
プップ・リーカ（Pupp Réka 1996年7月4日- ）はハンガリー出身の柔道選手。階級は52kg級。

## 経歴
2012年のヨーロッパカデ44kg級で3位になると、ヨーロッパジュニアでは2位になった。その後階級を48kg級に上げると、2013年のヨーロッパユースオリンピックフェスティバルで優勝するも、世界カデでは7位だった。2014年のヨーロッパジュニアでは3位になるも、世界ジュニアでは7位にとどまった。2015年のヨーロッパジュニアでは優勝した。2017年には階級を52kg級に上げると、グランドスラム・バクーで2位になった。2021年のヨーロッパ選手権では3位だった。7月に日本武道館で開催された東京オリンピックでは初戦でリオデジャネイロオリンピックで優勝したコソボのマイリンダ・ケルメンディを技ありで破るも、その後の準々決勝でスイスのファビエンヌ・コッハーに敗れるなどして5位だった。グランドスラム・バクーでは優勝した。2023年の世界選手権では5位になった。2024年の世界選手権とパリオリンピックでは5位だった。
IJF世界ランキングは3602ポイント獲得で3位(24/8/11現在)。

## 主な戦績
- 2012年 - ヨーロッパカデ　3位(44kg級)
- 2012年 - ヨーロッパジュニア　2位(44kg級)

48kg級での戦績
- 2013年 - ヨーロッパユースオリンピックフェスティバル　優勝
- 2013年 - 世界カデ　7位
- 2014年 - ヨーロッパジュニア　3位
- 2014年 - 世界ジュニア　7位
- 2015年 - ヨーロッパジュニア　優勝
- 2015年 - U23ヨーロッパ選手権　3位
- 2016年 - ヨーロッパジュニア　3位
- 2016年 - U23ヨーロッパ選手権　2位

52kg級での戦績
- 2017年 - グランドスラム・バクー　2位
- 2017年 - グランプリ・ザグレブ　2位
- 2018年 - グランプリ・アンタルヤ　3位
- 2018年 - U23ヨーロッパ選手権　2位
- 2018年 - グランプリ・ハーグ　3位
- 2021年 - ワールドマスターズ　5位
- 2021年 - グランドスラム・テルアビブ　3位
- 2021年 - グランドスラム・トビリシ　3位
- 2021年 - ヨーロッパ選手権　3位
- 2021年 - 東京オリンピック　5位
- 2021年 -　グランドスラム・バクー 優勝
- 2022年 -　グランドスラム・テルアビブ 3位
- 2022年 -　グランドスラム・アンタルヤ　優勝
- 2022年 -　グランドスラム・トビリシ 2位
- 2022年 -　ワールドマスターズ 3位
- 2023年 -　グランドスラム・パリ　2位
- 2023年 -　グランドスラム・タシケント　3位
- 2023年 -　グランドスラム・アンタルヤ　3位
- 2023年 -　世界選手権　5位
- 2023年 -　グランドスラム・ウランバートル　3位
- 2023年 -　グランドスラム・バクー　3位
- 2023年 -　グランドスラム・東京　5位
- 2024年 -　グランプリ・オディベーラス　2位
- 2024年 -　ヨーロッパ選手権 3位
- 2024年 - 世界選手権　5位
- 2024年 - パリオリンピック　5位

(出典)